# Ndoc Martini
Ndoc Martini, född 14 juni 1880, död 4 december 1916, albansk målare.
Martini studerade konst på universitetet Arbereshi i Kalabrien, Italien  och på 'Académie des Beaux-Arts i Paris, Frankrike.